# کردآباد (فراهان)
کردآباد روستایی در دهستان فشک بخش مرکزی شهرستان فراهان استان مرکزی ایران است.

## جمعیت
بر پایه سرشماری عمومی نفوس و مسکن در سال ۱۳۹۵ جمعیت این مکان ۱۹ نفر (۸خانوار) بوده‌است.